# 26型巡防舰
26型巡防艦（英文：Type 26 frigate），也稱為城級，是英国研制的巡防舰，用以汰換英国皇家海军23型巡防舰，26型是一种多任务军舰，可用于大范围内的各种联合和多国行动，包括复杂战斗行动或反海盗等海上安全行动，以及全球人道主义和灾难救助等。26型既可单独行动，又可作为特混大队的一个重要组成部分。采用了静音船体，并应用了多项新技术，以便满足未来海洋环境的各项需求，将與83型驅逐艦和31型巡防艦构成英国皇家海军未来水面舰队的核心力量。 

## 歷史沿革
皇家海军在1994年就开始规划新一代舰艇来取代22型巡防舰和23型巡防舰，历经时间演变，除了从最初的未来护航舰艇(Future Escort，FE)到1998年根据战略防卫检讨(Strategic Defence Review)而重新定义的未来水面作战舰艇(Future Surface Combatant，FSC)，任务也从反潜护航转为着重滨海区域作战与对地武力投射。最初英国在FSC中提出各种崭新的概念或船型，排水量从四千到九千吨都有，设计方案从45型驱逐舰的衍生型到三船体设计的船舰都有。然而，FSC的设计逐渐走向大型化与复杂化，越来越多尖端前卫但不成熟、充满不确定性的方案陆续被提出，而整个计划除了欠缺具体明确的发展方向外，成本与风险也日益增加，绝非预算日渐困窘的英国国防部所能承受，于是在2004年11月，英国国防部宣布取消FSC计划。
2005年，英国国防部提出了新的FSC概念称为持久海上/对地战斗能力（Sustained Maritime Surface Combatant Capability，S2C2），这个专案团队在2006年初开始运作，主要工作是针对能取代现役的主力22型和23型的水面舰艇进行概念研究，首舰希望在2017~2020年间服役。 2007年，SC2C团队组长表示，SC2C不仅聚焦在如何取代22型和23型，目标也瞄准其他如水雷反制等功能，使功能更趋多元。
S2C2共分为三种概念，依照档次由高到低有：C1反潜作战（Anti-Submarine Warfare，ASW）舰艇（日后的26型）、C2稳定型作战舰艇（Stabilisation Combatant，SC）C3海洋巡逻舰艇（Ocean-Capable Patrol Vessel，OCVP）。其中，C1是一种排水量约6000吨的水面舰艇，主要用于中/大规模的正规作战，作为特遣舰队的骨干兵力，能遂行高端反潜、陆攻、支援两栖作战等任务，并具备自卫性质的水雷反制能力，通用性很强。（由于是规划用来取代皇家海军中现役的22型第三批与23型，因此C1 ASW是FSC计划中最受重视的项目）。
2010年戰略安全審查報告中提出建造全球戰鬥艦（Global Combat Ship，GCS）以取代23型巡防艦，2010年3月25日，英国国防部与BAE System签署为期四年、总值约1.27亿英镑的合约，负责研发/设计新型水面舰艇，此一计划也获得正式命名，又称为全球作战舰艇（Global Combat Ship，GCS），这是英国从1990年代中期启动FSC相关计划以来的第一次实质性、突破性的进展， 这份合约包括细部设计与辅助决策，首先花费18个月进行计划评估阶段（AOO），由英国国防部与BAE Systems评估五十几种设计方案，然后选择最适当的构型进入细部设计阶段，首舰预定在2020年左右服役；为了执行这项合约，BAE Systems组织了650人的团队，包括BAE Systems的系统公司、工业部门、其他相关厂商与英国国防部相关单位等。
26型为S2C2中的C1项目，反潜为其主要作战任务，并能应付广泛的任务；在此同时，C2项目也一并发展。在初步设计阶段，26型将依据皇家海军要求的任务能力以及英国国防部研究的未来战略需求政策进行规划，共有四项基本原则：多功能性（Versatile）、任务弹性（Flexible）、购买与操作的可负担性（Affordable ）及可出口性（Exportable），在2015年戰略安全審查報告中時任英國首相大衛·卡麥隆宣布只建造8艘反潛型，另外5艘通用型將使用不同的設計。

## 设计
BAE系统公司在2011年3月提出新的26型构型具备与德国MEKO型护卫舰类似的模组化设计特征。相较于早期的版本，新版的上层结构设计有著显著差异，除舰桥容积扩大并与船舷融为一体，雷达匿踪外型亦更加显著。与45型驱逐舰相比，26型巡防舰的装备相对简单，只具备基本的点防空自卫能力。依照现行规划，26型采用全电力或复合柴油/燃气涡轮推进系统，最大航速28节以上，航速15节时续航力约7000海里，能持续在海上操作60天； 26型可能使用一具与伊丽莎白女王级航空母舰相同的Rolls Royce MT-30燃气涡轮（功率36MW），作为加速用主机。 26型舰首配备一门中口径舰炮。为了增加与盟国之间的武装共通及降低采购成本，26型确定使用北约标准的5吋主炮，而非国产的MK-8 4.5英寸舰炮。

## 同級艦

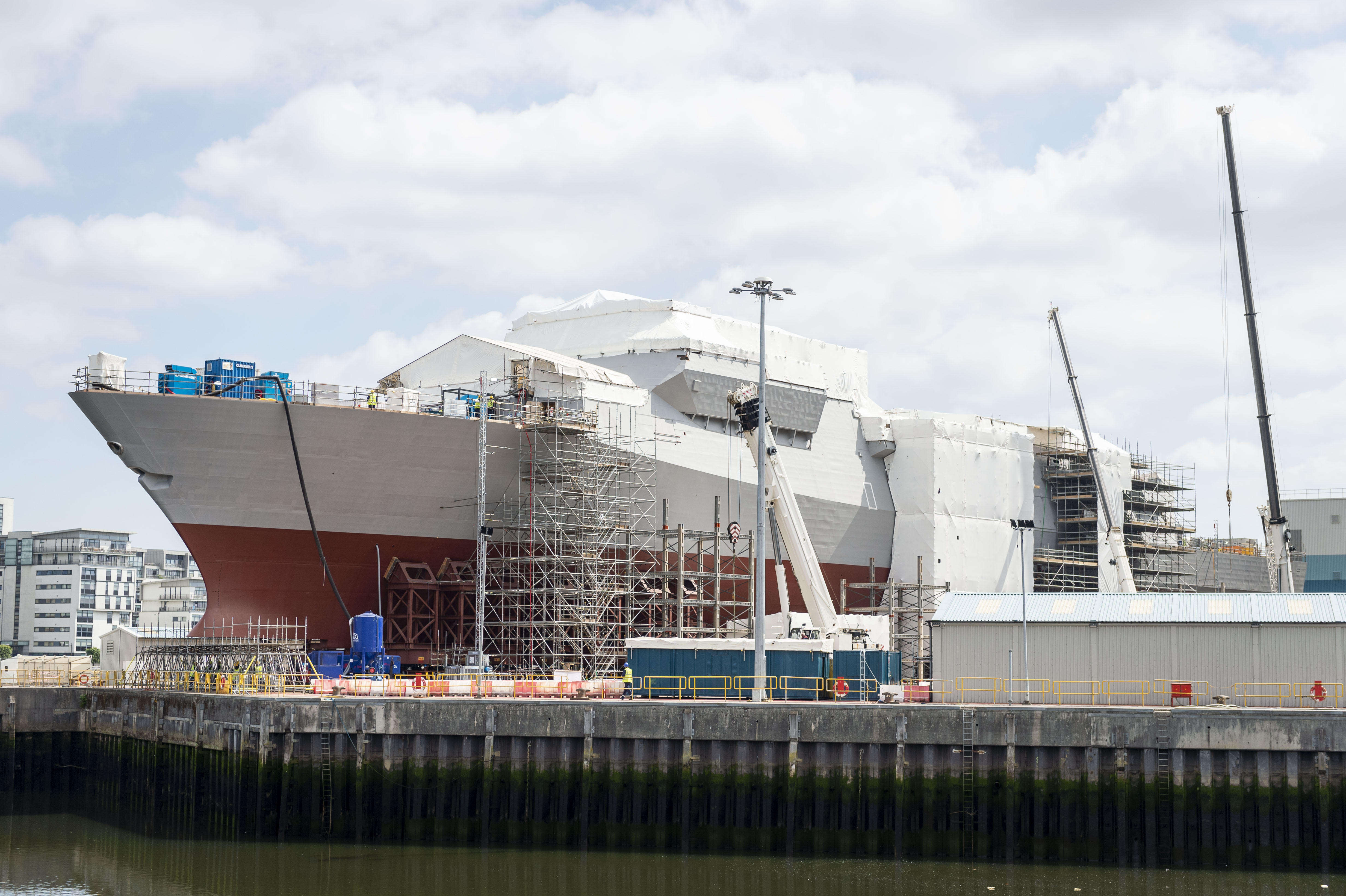
建造中的格拉斯哥號巡防艦，攝於2021年6月。

每艘26型的平均成本原本约为5亿英镑，然而，英国政府在《2015战略防御与安全审查（SDSR）》报告中宣布已经将原定的建造13艘26型的计划减至8艘，平均单舰造价估计约为8.847亿英镑，相应的空缺将由較低階且平價的31型巡防舰来填补。
| 艦名                     | 舷號   | 建造船廠             | 訂購           | 開工          | 下水          | 服役   | 現況   |
| 批次一                   | 批次一 | 批次一               | 批次一         | 批次一        | 批次一        | 批次一 | 批次一 |
| ------------------------ | ------ | -------------------- | -------------- | ------------- | ------------- | ------ | ------ |
| 格拉斯哥號 HMS Glasgow   | F88    | BAE海事系統 格拉斯哥 | 2017年7月2日   | 2017年7月20日 | 2022年12月3日 |        | 已下水 |
| 卡迪夫號 HMS Cardiff     | F89    | BAE海事系統 格拉斯哥 | 2017年7月2日   | 2019年8月14日 | 2024年9月5日  |        | 已下水 |
| 貝爾法斯特號 HMS Belfast | F90    | BAE海事系統 格拉斯哥 | 2017年7月2日   | 2021年6月29日 |               |        | 建造中 |
| 批次二                   |        |                      |                |               |               |        |        |
| 伯明翰號 HMS Birmingham  |        | BAE海事系統 格拉斯哥 | 2022年11月15日 | 2023年4月4日  |               |        | 建造中 |
| 錫菲號 HMS Sheffield     |        | BAE海事系統 格拉斯哥 | 2022年11月15日 |               |               |        | 規劃中 |
| 紐卡素號 HMS Newcastle   |        | BAE海事系統 格拉斯哥 | 2022年11月15日 |               |               |        | 規劃中 |
| 愛丁堡號 HMS Edinburgh   |        | BAE海事系統 格拉斯哥 | 2022年11月15日 |               |               |        | 規劃中 |
| 倫敦號 HMS London        |        | BAE海事系統 格拉斯哥 | 2022年11月15日 |               |               |        | 規劃中 |

## 使用國

### 澳大利亞
澳洲於2018年6月29日宣布「SEA 5000」計畫中的全球作戰艦，由英國航太系統（BAE）的26型巡防艦得標，並計畫搭載神盾戰鬥系統，未來將為澳洲「獵人級」（Hunter class）巡防艦建造9艘由26型巡防艦改進而來的巡防艦取代現役的8艘安扎克級巡防艦。

### 加拿大
加拿大政府與英國BAE系統公司簽訂下一代軍艦的研發合約，並計畫搭載神盾戰鬥系統，確定加拿大皇家海軍的新式巡防艦將以26型巡防艦為基礎進行修改而成，將會建造15艘，將取代老舊已退役的易洛魁級驅逐艦和哈利法克斯級巡防艦。

### 相關
- 英國軍事
- 英國皇家海軍
- 31型巡防艦 英国
- 亨特級巡防艦 （外銷型）
- 加拿大水面作戰艦 加拿大（外銷型）

## 资料来源
1. 1 2  .   [2016-08-23]. （原始内容存档于2020-11-25）.
2. ↑  Chuter, Andrew. . Defense News. 9 November 2014  [2016年8月23日]. （原始内容存档于2015年2月25日）.
3. ↑  House of Lords - Hansard - Defence: Type 26 Frigates （页面存档备份，存于）, .publications.parliament.uk, 26 January 2015
4. ↑  . Terma.   [24 October 2018]. （原始内容存档于2020-05-13）.
5. ↑  .   [24 July 2016]. （原始内容存档于2017-06-30）.
6. ↑  "Mk 45 Mod 4 gun in frame for UK's Type 26 programme" （页面存档备份，存于）, IHS Jane's Defence Weekly, 30 March 2014
7. ↑  {{cite web|url=https://www.royalnavy.mod.uk/equipment/ships/city-class%7Ctitle=Royal Navy Website City Class introduction|access-date=19 Jan 2025
8. ↑  "UK confirms Mk 41 VLS selection for Type 26" （页面存档备份，存于）, janes.com, 4 December 2014
9. ↑  .   [2016-08-23]. （原始内容存档于2016-08-23）.
10. ↑  .   [2016-08-23]. （原始内容存档于2020-05-13）.
11. ↑  .   [2016-08-23]. （原始内容存档于2020-05-13）.
12. ↑  Administrator. . www.navyrecognition.com. 30 September 2011  [10 December 2015]. （原始内容存档于2016-03-04）.
13. ↑  David Cameron in the House of Commons （页面存档备份，存于）, Guardian.com, November 2015
14. ↑  . Navy Lookout. 9 September 2024.
15. ↑  .   [2018-07-01]. （原始内容存档于2020-05-13）.
16. ↑  .   [2019-02-11]. （原始内容存档于2020-05-13）.